# Andalucía Masters
Pour les articles homonymes, voir Andalucia (homonymie).
L' Andalucia Masters est un tournoi de golf du Tour Européen, joué au Valderrama Golf Club situé à Sotogrande, en Espagne. Avant d’accueillir l'Andalucia Masters, le parcours est le théâtre jusqu'en 2008 du Volvo Masters. La première édition a lieu en 2010, mais l'édition 2012 est annulée un mois avant l'événement, le nouveau gouvernement souhaitant réduire les coûts. Le parcours accueil l'édition 2016 de l'Open d'Espagne, avant le retour du tournoi en 2017.

## Vainqueurs
| Année                        | Vainqueur                    | Pays                         | Score                        | Au par                       | Avance                       | Deuxième(s)                                 |
| Andalucia Valderrama Masters | Andalucia Valderrama Masters | Andalucia Valderrama Masters | Andalucia Valderrama Masters | Andalucia Valderrama Masters | Andalucia Valderrama Masters | Andalucia Valderrama Masters                |
| ---------------------------- | ---------------------------- | ---------------------------- | ---------------------------- | ---------------------------- | ---------------------------- | ------------------------------------------- |
| 2018                         |                              |                              |                              |                              |                              |                                             |
| 2017                         | Sergio García                | Espagne                      | 272                          | -12                          | 1 coup                       | Joost Luiten                                |
| Andalucia Masters            |                              |                              |                              |                              |                              |                                             |
| 2012-16: Pas de Tournoi      |                              |                              |                              |                              |                              |                                             |
| 2011                         | Sergio García                | Espagne                      | 278                          | -6                           | 1 coup                       | Miguel Ángel Jiménez                        |
| Andalucia Valderrama Masters |                              |                              |                              |                              |                              |                                             |
| 2010                         | Graeme McDowell              | Irlande du Nord              | 281                          | -3                           | 2 coups                      | Søren Kjeldsen Gareth Maybin Damien McGrane |